# Llansteffan Castle
Llansteffan Castle ist eine Burgruine in Carmarthenshire in Wales. Die als Kulturdenkmal der Kategorie Grade I klassifizierte und als Scheduled Monument geschützte Ruine liegt oberhalb des Dorfes Llanstephan und 13 km südlich von Carmarthen an der Mündung des Afon Tywi in die Carmarthen Bay.

## Geschichte

### Ringwall und Befestigung aus Erde und Holz im 12. Jahrhundert
Die im 12. Jahrhundert gegründete Burg liegt an der Stelle eines eisenzeitlichen Hillforts, das ungefähr 600 vor Christus errichtet wurde. Von dem Fort ist noch der doppelte Graben im Westen erhalten. Zu Beginn des 12. Jahrhunderts errichteten die Anglonormannen während der Eroberung von Südwestwales einen Ringwall an der höchsten Stelle des Hügels. 1146 eroberte Cadell ap Gruffydd, Fürst von Deheubarth, zusammen mit seinen jüngeren Brüdern Maredudd und Rhys sowie mit Hywel ab Owain von Ceredigion die Burg von ihrem damaligen cambro-normannischen Besitzer Maurice FitzGerald. Ein Rückeroberungsversuch von Maurice und seinem Bruder William FitzGerald scheiterte, erst 1158 musste Rhys ap Gruffydd auf Druck von Heinrich II. die Burg an die Krone übergeben. Heinrich II. vergab die Burg an William de Camville, dem jüngsten Sohn von Richard de Camville. Nach dem Tod von Heinrich II. eroberte Rhys ap Gruffydd Ende 1189 die Burg erneut, doch konnte sie William de Camville um 1192 aufgrund der Familienkriege innerhalb des Hauses Dinefwr zurückerobern.

### Ausbau zur steinernen Festung im 13. Jahrhundert
Vermutlich begann William de Camville nach der Rückeroberung mit dem Ausbau der hölzernen Burg zu einer mächtigen steinernen Festung. Dennoch wurde sie wie St Clears, Kidwelly oder Loughor 1215 während des Feldzugs von Llywelyn ap Iorwerth durch Südwales erneut erobert und zerstört. Während des Walisisch-Englischen Kriegs von 1223 eroberte William Marshal Südwales zurück und die Burg fiel an Geoffrey de Camville, dem Sohn von William de Camville. Geoffrey verstärkte die Kernburg durch den heute noch erhaltenen Torturm und einen weiteren Turm. Nachdem die Garnison der Burg vermutlich 1257 an der für die Engländer katastrophalen Schlacht von Cymerau teilgenommen hatte, wurde die schutzlose Burg ein weiteres Mal von den Walisern erobert. Die Waliser konnten ihre Eroberungen jedoch nicht halten, so dass sie Burg wieder an die Engländer fiel. William de Camville, ein Sohn von Geoffrey, begann mit dem erneuten Aufbau der Burg, der von seinem Sohn Geoffrey abgeschlossen wurde. Dabei wurden die Befestigungen aus Erde und Holz der Vorburg durch eine steinerne Ringmauer ersetzt und das mächtige Haupttor errichtet.

### Vom 14. Jahrhundert bis heute
Nach dem Tod des letzten männlichen Camville, William de Camville 1338 fiel die Burg an Robert de Penres, den Ehemann seiner Tochter Eleanor. Dieser zog sich jedoch den Zorn Eduards III. zu, als 1362 seine Burgen Llansteffan sowie Penrice Castle auf der Halbinsel Gower als verfallen galten. 1370 wurde er dazu des Mordes an einer Frau in Llanstephan angeklagt. Er wurde 1377 schließlich enteignet, seine Besitzungen fielen an die Krone. Sein Sohn John konnte vermutlich als Constabler auf Llansteffan bleiben und 1391 die Besitzungen auf Gower zurück erwerben. Während der Rebellion von Owain Glyndŵr fiel die Burg vermutlich durch Verrat 1405 an die Aufständischen. Im 15. Jahrhundert vergab die Krone die Burg an Mitglieder des Hochadels, die die Burg Verwaltern überließen, wie 1416 an Humphrey, Duke of Gloucester, 1454 an Margarete von Anjou und von 1462 bis 1482 an William Herbert, 2. Earl of Pembroke. 1485 vergab Heinrich VII. die Burg an seinen Onkel Jasper Tudor, der das Haupttor großzügig umbauen ließ. Nach seinem Tod 1495 verfiel die militärisch überholte Burg. Im 18. Jahrhundert wurde die Vorburg als Bauernhof genutzt. Ab dem 19. Jahrhundert wurde die romantisch gelegene Ruine zum Ziel von Malern und Touristen. 1959 wurde die Ruine dem Staat übergeben und wird heute von Cadw betreut. Sie ist über einen Fußweg von Llanstephan aus zu erreichen und ganzjährig kostenlos zu besichtigen.

## Anlage
Die Burg liegt auf einer Landspitze westlich der Mündung des Tywi. Die in zwei Hauptbauphasen errichtete Burg ist großteils verfallen, doch die Torhäuser und ein Teil der Mauern sind noch gut erhalten.

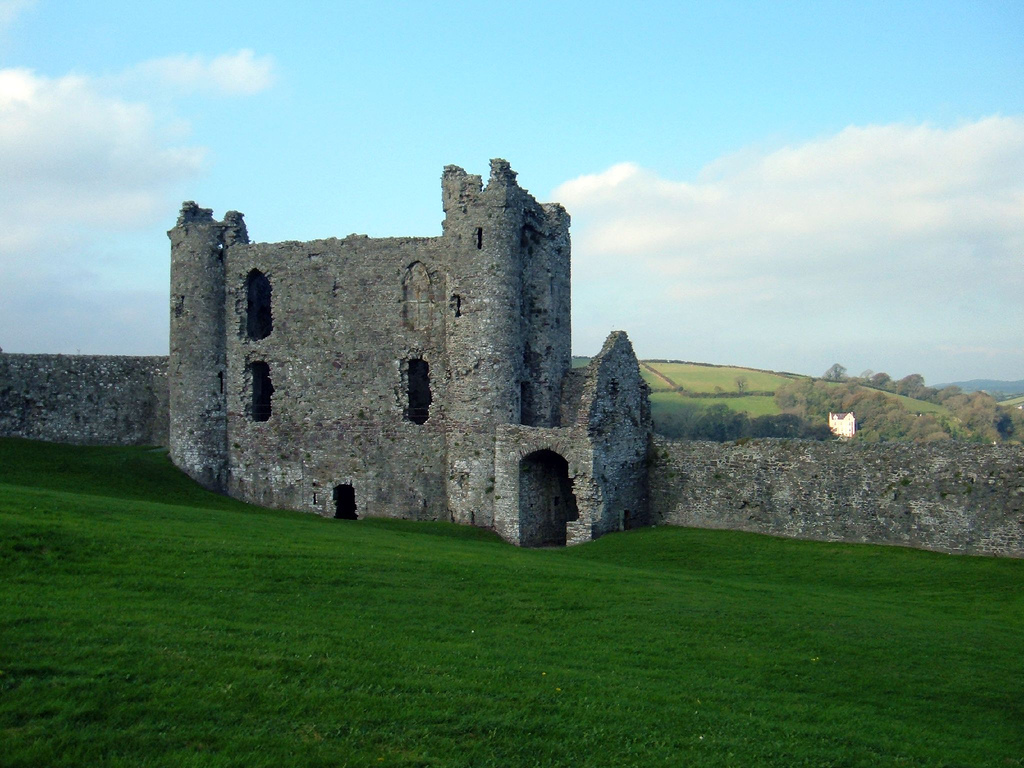
Die Ruine des Torhauses der Vorburg

### Vorburg
Den Zugang zum weiten äußeren Burghof bildet ein einfaches, gegen Ende des 15. Jahrhunderts errichtetes Tor direkt links des großen Torhauses. Das große dreigeschossige Haupttor wurde gegen Ende des 13. Jahrhunderts errichtet und wird von zwei D-förmigen Türmen flankiert. An der Innenseite befinden sich zwei schmale halbrunde Türme, von denen einer als Latrine, der andere als Treppenhaus diente. Über der Tordurchfahrt befand sich eine Wohnhalle, im darüber liegenden Stockwerk befanden sich vermutlich die Privatgemächer der Burgherren. Gegen Ende des 15. Jahrhunderts wurde das Torhaus von Jasper Tudor wohnlich ausgebaut, weshalb die Tordurchfahrten zugemauert wurden.
Die Ringmauer der Vorburg wurde nach 1257 errichtet und besitzt neben dem Torhaus zwei D-förmige Mauertürme. Der rechts des Torhauses gelegene kleinere Westturm ist verfallen, der links des Torhauses gelegene dreigeschossige Nordturm enthielt weitere Wohngemächer. Im Osten ist die Ringmauer bastionsartig verstärkt. Zwischen der Ostbastion und dem Nordturm befindet sich die Ruine einer im späten 15. Jahrhundert errichten Scheune, die vermutlich die mittelalterliche große Halle ersetzte.

### Kernburg
Auf dem höchsten Punkt der Landspitze im Süden befindet sich die Kernburg. Die Kernburg wird von einer nach 1192 errichteten Ringmauer  umschlossen, von denen ein Teil zum äußeren Burghof vermutlich bereits im 14. Jahrhundert abgerissen wurde, um die beiden Burghöfe miteinander zu verbinden. Der Zugang zur Kernburg erfolgte durch einen dreigeschossigen Torturm, der nach 1215 errichtet wurde. Östlich des Torturms befinden sich die Fundamente eines runden Turms, der ebenfalls nach 1215 erbaut wurde und wahrscheinlich als Keep diente. Nach Süden fällt die Landspitze steil zum Meer hin ab, nach Westen ist die Kernburg durch einen doppelten Graben geschützt, der noch von dem eisenzeitlichen Hillfort stammt. Innerhalb des Burghofs befinden sich ein Brunnen, die Reste einer kleinen Halle und die Ruinen weiterer Gebäude.